# Gråsidig sabeltimalia
Gråsidig sabeltimalia (Erythrogenys swinhoei) är en fågel i familjen timalior inom ordningen tättingar. Den förekommer i östra Kina. Arten tros öka i antal och beståndet anses vara livskraftigt.

## Utseende
Gråsidig sabeltimalia är en 22–25 cm lång timali med grå nedåtböjd näbb och gula ögon. Fjäderdräkten är rostbrun på hjässan och ovansidan, grå på ansiktet och flankerna och vit på strupe och buk med mörka fläckar eller strimmor på övre delen av bröstet. Benen är ljusbruna. 
Arten skiljer sig från mycket lika svartstrimmig sabeltimalia huvudsakligen genom följande: på huvudet större vitt område på tygeln, kastanjebrunt i pannan samt svarta och vita fläckar istället för ett svart mustaschstreck; på undersidan grått på bröstsidor och flanker som lämnar endast ett smalt vitaktigt område mitt på buken, mer avgränsade svarta strimmor på bröstet som inte sträcker sig till övre delen av buken samt rostgrå "lår".

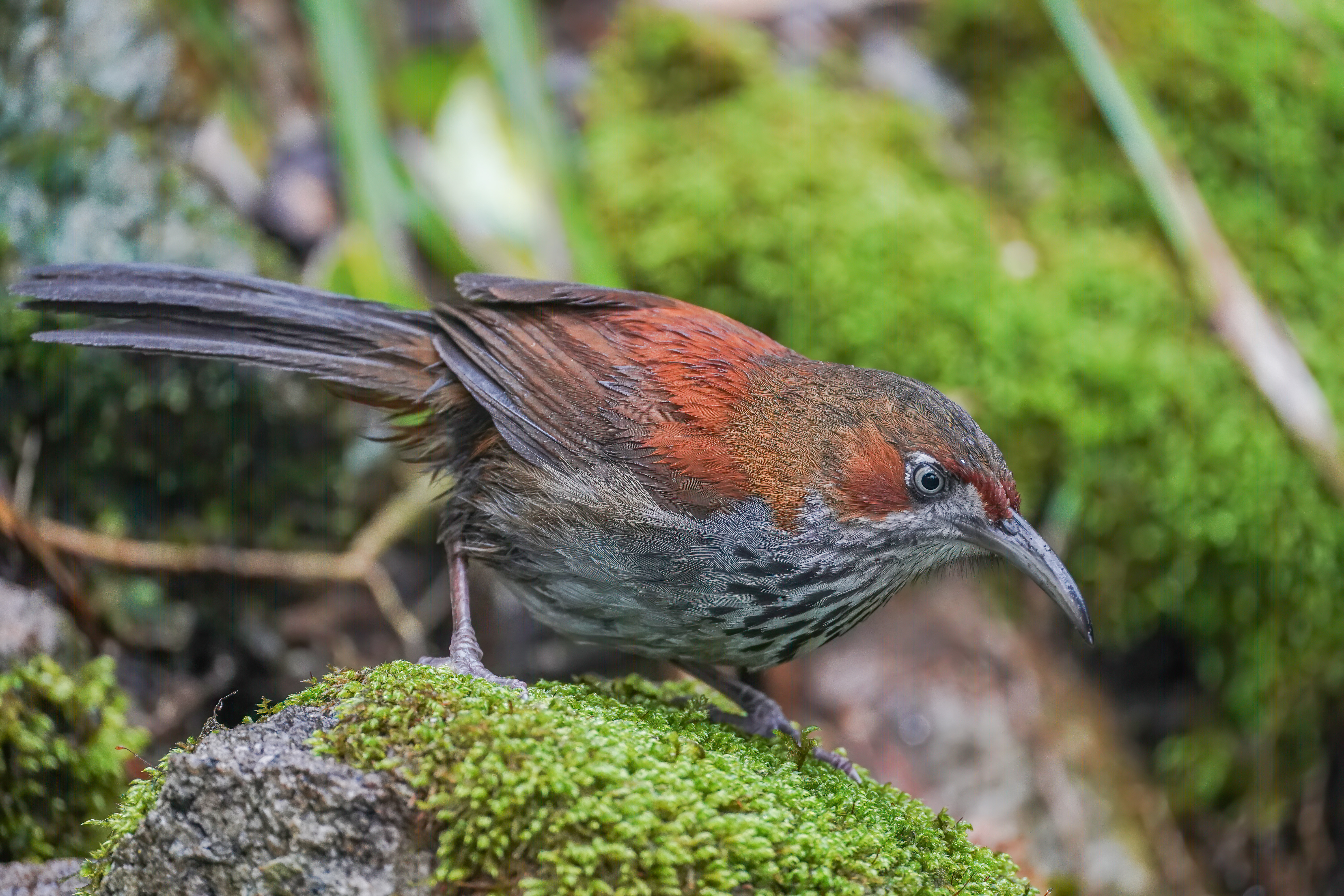

## Utbredning och systematik
Gråsidig sabeltimalia är endemisk för östra Kina. Den behandlas antingen som monotypisk eller delas upp i två underarter med följande utbredning:
- swinhoei – förekommer i östra Kina (från Anhui till nordöstra Jiangxi och Fujian)
- abbreviatus – förekommer i sydöstra Kina (södra Hunan, Guangxi och norra Guangdong)

Gråsidig, fläckbröstad, svartstrimmig och fläckig sabeltimalia behandlades tidigare som en och samma art.

### Släktestillhörighet
Fågeln placerades tidigare i släktet Pomatorhinus, men DNA-studier visar att flera arter är närmare släkt med Stachyris, däribland större sabeltimalia. Den och dess släktingar har därför lyfts ut till ett eget släkte. 

## Levnadssätt
Gråsidig sabeltimalia hittas i öppen skog, skogsbryn, buskskog, ungskog och gräsrika snår, från 200 meters höjd upp till 3800. Den ses vanligen ensam eller i par, födosökande nära marken på jakt efter insekter och vegetabilier. Arten håller sig ofta dold och kan vara svår att få syn på, men upptäcks lätt genom sina läten.

### Häckning
Arten häckar från mars till juni i större delen av utbredningsområdet. Det kupolformade boet med sidoingång av löv, gräs och växtfibrer placeras på marken eller lågt i en buske. Däri lägger den tre till sex ägg.

## Status och hot
Arten har ett stort utbredningsområde och tros öka i antal. Internationella naturvårdsunionen IUCN listar den därför som livskraftig (LC).

## Namn
Artens svenska och vetenskapliga namn hedrar Robert Swinhoe (1836-1877), brittisk diplomat i Kina och vicekonsul i Taiwan 1860-1866 tillika samlare och naturforskare.